# Founex
Founex is een gemeente en plaats in het Zwitserse kanton Vaud, en maakt deel uit van het district Nyon.
Founex telt 2636 inwoners.